# Jan Vansina
Jan Vansina (Antwerpen, 14 september 1929 – Madison (Wisconsin), 8 februari 2017) was een Belgisch historicus en antropoloog. Hij was een internationale autoriteit op het gebied van Centraal-Afrika en publiceerde voornamelijk in het Engels.

## Levensloop
Jan Vansina werd geboren in 1929 als zevende uit een gezin van twaalf kinderen. Zijn vader was schrijver en kunstschilder Dirk Vansina.
Hij behaalde zijn licentiaat geschiedenis aan de KU Leuven in 1951 en werd als antropoloog aangenomen door het Instituut voor Wetenschappelijk Onderzoek in Centraal-Afrika (IWOCA) op de site van het Koninklijk Museum voor Midden-Afrika. Na een korte opleiding aan het University College in Londen, reisde hij eind 1952 af naar het IWOCA-station in Lwiro (Kivu), van waaruit hij de samenleving van de Kuba bestudeerde, en vervolgens naar de afdeling menswetenschappen te Butare (toen nog Astrida). Hij huwde er met Claudine en zijn zoon Bruno werd er geboren.
In 1957 nam hij verlof om te doctoreren in de geschiedenis aan de Leuvense universiteit. Later datzelfde jaar werd hij directeur van het IWOCA en in 1958 gaf hij een cursus Afrikaanse geschiedenis aan de universiteit van Lovanium. 
Op verzoek van Philip Curtin van de Universiteit van Wisconsin in Madison week hij in 1960 uit naar de Verenigde Staten om er de positie van Vilas Research Professor te bekleden. 
In 1963 vertrok hij naar Congo-Brazzaville om er in opdracht van de Amerikaanse Social Science Research Council veldonderzoek te doen naar de Tio. 
In 1973 werd hij professor aan de KU Leuven, maar door meningsverschillen over de inhoud van het programma keerde hij in 1975 terug naar Madison. Tijdens deze periode was hij ook gastprofessor in achtereenvolgens Frankfurt, Parijs en Leiden. Vanaf 1986 werd hij hoofd van het African Studies Program in Madison. 
Hij kreeg tweemaal de Herskovits Prize: in 1967 voor Kingdoms of the Savanna en in 2005 voor How Societies Are Born. Hij werd ook bekroond als Distinguished Africanist van 1986.
Tot zijn belangrijkste bijdragen wordt het ontwikkelen van een rationele methode voor geschiedschrijving op basis van orale traditie gerekend, gebruikmakend van dezelfde technieken als voor de analyse van middeleeuwse poëzie. Hij leverde belangrijke bijdragen aan de 8-delige General History of Africa, gepubliceerd door de UNESCO.
Zijn autobiografie Living with Africa verscheen in 1994.
De archieven van Jan Vansina zijn geschonken aan de Northwestern University Library.
Jan Vansina overleed in 2017 op 87-jarige leeftijd aan de gevolgen van longkanker.

## Publicaties
- Les tribus Ba-Kuba et les peuplades apparentées (Tervuren, Koninklijk Museum van Belgisch-Congo, Annalen reeks in-8°, Wetenschappen van de mens, Ethnographische Monographieeën, nr. 1), 1954
- De la tradition orale. Essai de méthode historique (Tervuren, Koninklijk Museum voor Midden-Afrika, Annalen reeks in-8°, Wetenschappen van de mens, nr. 36), 1961
- Geschiedenis van de Kuba van ongeveer 1500 tot 1904 (Tervuren, Koninklijk Museum voor Midden-Afrika, Annalen reeks in-8, Wetenschappen van de mens, nr. 44), 1963
- Le royaume kuba (Tervuren, Koninklijk Museum voor Midden-Afrika, Annalen reeks in-8°, Wetenschappen van de mens, nr. 49), 1964
- Les anciens royaumes de la savane (1965)
- Introduction a l'ethnographie du Congo (Kinshasa, Editions Universitaires du Congo, Livre 79), 1966
- Kingdoms of the Savanna (Madison, University of Wisconsin Press), 1966
- The Tio Kingdom of the Middle Congo, 1880-1892 (London, New York, Oxford University Press for the International African Institute), 1973
- Art History in Africa (Longman, London-New York), 1984
- Oral Tradition as History (Madison, University of Wisconsin Press), 1985
- Paths in the Rainforests (Madison, University of Wisconsin Press), 1990
- Living With Africa (Madison, University of Wisconsin Press), 1994
- L'évolution du royaume rwanda des origines à 1900 (Brussel, Koninklijke Academie voor Overzeese Wetenschappen, Klasse voor Morele en Politieke Wetenschappen, Verhandeling in-8°, Nieuwe Reeks, Boek 52, afl. 3), 2000
- Le Rwanda ancien. Le royaume Nyiginya (Paris, Karthala), 2001

Antecedents to Modern Rwanda. The Nyiginya Kingdom, 2004
- How Societies Are Born. Governance in West Central Africa Before 1600 (Charlottesville, University of Virginia Press), 2004
- Being Colonized. The Kuba Experience in Rural Congo, 1880-1960 (Madison, University of Wisconsin Press), 2010
- Through the Day, Through the Night. A Flemish Belgian Boyhood and World War II (Madison, Wisconsin: University of Wisconsin Press), 2014